# جیمز کی. هافمایر
جیمز کی. هافمایر (انگلیسی: James K. Hoffmeier; ۱۳ فوریهٔ ۱۹۵۱ – ) پژوهشگر عهد عتیق باستان‌شناس در زمینه مصرشناسی اهل مصر بود.